# إمارة ألبانيا
إمارة ألبانيا (بالألبانية: Principata e Shqipërisë)، كانت دولة ملكية استمرت من 1914 إلى 1925، وترأسها فيلهلم، أمير ألبانيا. امتدت الإمارة على أراضي ألبانيا الحديثة في منطقة البلقان في أوروبا. كانت هذه الأراضي تخضع لسيطرة الإمبراطورية العثمانية حتى اندلاع حرب البلقان الأولى (1912–1913)، التي انتهت بتوقيع معاهدة لندن، وأسفرت عن تأسيس الإمارة.
تمكنت إمارة ألبانيا خلال الحرب العالمية الأولى (1914–1918) من الصمود أمام الغزوات، على الرغم من النزاعات المستمرة حول استقلالها، خاصة خلال مؤتمر باريس للسلام (1919–1920). وفي عام 1925، ألغي النظام الملكي، وأُعلنت جمهورية ألبانيا، التي بدأت كجمهورية برلمانية لكنها سرعان ما تحولت إلى نظام ديكتاتوري.

## وصلة خارجية
- Albania: Principality, 1914